# France Winddance Twine
France Winddance Twine (Chicago, 23 ottobre 1960) è un'etnografa, insegnante, regista e scrittrice statunitense, professoressa di sociologia presso l'Università della California, Santa Barbara, dove tiene corsi su razza, disuguaglianza, infanzia e sociologia del corpo. Ha contribuito allo studio del genere e della sessualità, del razzismo/antirazzismo, del femminismo, della scienza e della tecnologia, della cultura inglese e dei metodi di ricerca qualitativa. Ha condotto sulla razza ricerche sul campo in Brasile, Regno Unito e Stati Uniti scrivendo 11 libri e più di 100 articoli su questi argomenti.
Nel 2020 è stata insignita del Distinguished Career Award dalla sezione "Race, Class, and Gender" dell'American Sociological Association per i suoi contributi alla sociologia.

## Biografia
Nata nel 1960 a Chicago, Illinois, Twine è un membro della nazione Creek (Muskogee) dell'Oklahoma.
È la nipote di Paul Q.Twine Sr., un attivista per i diritti civili e membro fondatore del Catholic Interracial Council of Chicago, un'organizzazione per i diritti civili che ha riunito cattolici irlandesi, italiani, tedeschi, polacchi e neri per combattere per la giustizia razziale. Il suo bisnonno era William Henry Twine (1862-1933), un avvocato per i diritti civili della nazione Creek che pubblicò "The Cimiter", il primo giornale gestito da neri in quello che allora era il territorio indiano.
Twine ha conseguito una laurea presso la Northwestern University e un master e un dottorato di ricerca presso l'Università della California, Berkeley. È stata ricercatrice nella classe 2008-2009 presso il Center for Advanced Study in the Behavioral Sciences della Stanford University. Nel 2007 è stata Distinguished Visiting Professor presso il dipartimento di sociologia della London School of Economics. Ha insegnato e tenuto cattedre di ruolo presso la Duke University e l'Università di Washington a Seattle. 
È l'ex vicedirettore dell'American Sociological Review, la rivista di punta dell'American Sociological Association. Twine è membro dei comitati editoriali internazionali di Sociology, la rivista ufficiale della British Sociological Association, e delle riviste Social Problems e Identities: Global Studies in Culture and Power. Ha anche fatto parte del comitato editoriale di Ethnic and Racial Studies, la rivista peer-reviewed di più alto impatto dedicata allo studio delle disuguaglianze razziali ed etniche nella disciplina della sociologia.
La ricerca di Twine esamina le intersezioni delle disuguaglianze razziali, di genere e di classe su entrambe le sponde dell'Atlantico. Le sue pubblicazioni recenti includono Outsourcing the Womb: Race, Class and Gestational Surrogacy in a Global Market (2015), Geographies of Privilege (2013) e Girls With Guns: Firearms, Feminism and Militarism (2012). È l'editor della serie Routledge Framing 21st Century Social Issues.
Impegnata in un progetto transnazionale sulla maternità surrogata, il suo contributo teorico più importante è il concetto di alfabetizzazione razziale,  pubblicato per la prima volta in un articolo di giornale nel 2004 e sviluppato nel suo libro A White Side of Black Britain.

## Premi e riconoscimenti

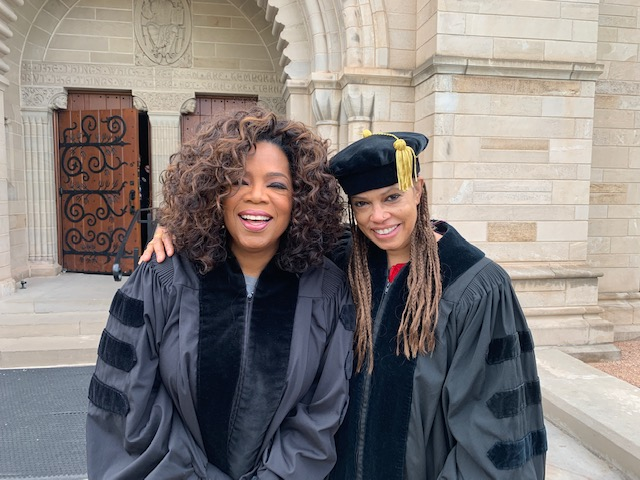
Twine riceve una laurea honoris causa insieme a Oprah Winfrey nel 2019

- 2020 - Distinguished Career Award dell'American Sociological Association
- 2019 - Dottorato in Humane Letters honoris causa dal Colorado College

## Opere (selezione)

### Libri
- Geek Girls: Inequality and Opportunity in Silicon Valley, NYU Press 2022 ISBN 1479803839
- Outsourcing the Womb: Race, Class and Gestational Surrogacy in a Global Market, 2a edizione, Routledge 2015 ISBN 978-0415892025
- Geographies of Privilege, (con Bradley Gardener), Routledge 2013 ISBN 978-0415519625
- Girls with Guns: Firearms, Feminism and Militarism, Routledge 2012 ISBN 978-0415516730
- Retheorizing Race and Whiteness in the 21st Century: Changes and Challenges, (con Charles A. Gallagher), Routledge 2011 co-edited ISBN 978-0415519625
- Outsourcing the Womb: Race, Class and Gestational Surrogacy in a Global Market, Routledge 2011 ISBN 978-0415849326
- A White Side of Black Britain: Interracial Intimacy and Racial Literacy, Duke University Press, 2010[7]
- Feminism and Anti-Racism: International Struggles for Justice, (con Kathleen Blee), New York University Press, 2001 ISBN 978-0814798553
- Ideologies and Technologies of Motherhood: Race, Class, Sexuality and Nationalism, (con Helena Ragone), Routledge, 2000 ISBN 978-0415921107
- Racing Research/Researching Race: Methodological Dilemmas in Critical Race Studies, (con Jonathan Warren), New York University Press 2000 ISBN 978-0814782422
- Feminisms and Youth Cultures, numero speciale di Signs: Journal of Women in Culture and Society, Vol. 23, numero. 3, (con Kum Kum Bhayani e Kathryn Kent), University of Chicago Press, primavera 1998
- Racism in a Racial Democracy: The Maintenance of White Supremacy in Brazil, Rutgers University Press, Routledge 1997 ISBN 978-0813523651

### Articoli di giornale
- Le donne invisibili della tecnologia: ragazze nere nere nella Silicon Valley e il fallimento delle iniziative sulla diversità, International Journal of Critical Diversity Studies, Vol. 1 n. 1 p.58-79 2018
- Ragazze geek gender-fluid: negoziare i regimi di disuguaglianza nell'industria tecnologica, genere e società, vol. 31, numero 1 p. 28-50, 2017
- Migrazioni bianche: donne svedesi, vulnerabilità di genere e privilegi razziali, in European Journal of Women's Studies vol.18, no.1 p.67-86 2011 (con Catrin Lundstrom).
- Il divario tra bianchi e bianchezza: intimità interrazziale e alfabetizzazione razziale, in Du Bois Review, vol.3, no.2 p.341-363, 2006 (con Amy Steinbugler).
- Etnografia visiva e teoria razziale: fotografie di famiglia come archivi di intimità interrazziali, in Studi etnici e razziali (un numero speciale sull'etnografia) vol. 29, n. 3, p.487-511,  maggio 2006.
- Un lato bianco della Gran Bretagna nera: il concetto di alfabetizzazione razziale, in Studi etnici e razziali, (un numero speciale sulla gerarchia razziale) vol. 27, n. 6, p.1-30, novembre 2004.
- Americani bianchi, la nuova minoranza? Non-neri e i confini in continua espansione della bianchezza, Journal of Black Studies, vol. 28, n. 2. p. 200–218 (con Jonathan Warren)
- Ragazze bianche dalla pelle scura: classe, cultura e costruzione dell'identità bianca nelle comunità suburbane, in Gender, Place and Culture: A Journal of Feminist Geography, vol. 3, n. 2, p.204-224, luglio 1996.
- O hiato de genero nas percepções de racismo: o caso dos afro-brasileiros socialments ascendentes, in Estudos Afro-Asiaticos, vol. 29, p.37-54, marzo 1996).

## Filmografia

### Regista
- Just Black? Multiracial Identity in the U.S. - documentario (1991)[8]